# Heart Like a Sky
Heart Like a Sky è il sesto album in studio del gruppo inglese Spandau Ballet, pubblicato nel 1989 dalla CBS Records.
È stato l'ultimo disco di inediti che segnerà lo scioglimento del gruppo nei primi anni '90. L'album è stato rimesso in commercio 20 anni dopo la sua pubblicazione, durante la riunione del gruppo con l'album Once More (2009). Inizialmente l'album doveva intitolarsi Home.

## Descrizione
Il disco venne distribuito principalmente in Europa e non uscì negli Stati Uniti; l'album non ebbe il successo sperato come i precedenti ma raggiunse un buon successo commerciale nei Paesi Bassi e in Italia grazie ai singoli Raw e Be Free with Your Love. Dati i non eclatanti riscontri di vendita, l'album ben presto venne ritirato dal mercato e poco dopo, all'inizio degli anni 90 il gruppo si sciolse per riunirsi solamente alla fine degli anni 2000 con l'album Once More.

## Tracce
1. Be Free with Your Love – 4:40
2. Crashed Into Love – 4:43
3. Big Feeling – 3:48
4. A Matter of Time – 5:15
5. Motivator – 4:00
6. Raw – 3:50
7. Empty Spaces – 3:57
8. Windy Town – 4:22
9. A Handful of Dust – 4:54

## Formazione
- Tony Hadley - voce
- Gary Kemp - chitarra
- Steve Norman - sassofono, percussioni
- Martin Kemp - basso
- John Keeble - batteria

## Classifiche

### Classifiche settimanali
| Classifica (1989) | Posizione massima |
| ----------------- | ----------------- |
| Germania          | 29                |
| Italia            | 5                 |
| Paesi Bassi       | 27                |
| Regno Unito       | 31                |
| Spagna            | 35                |
| Svezia            | 47                |

### Classifiche di fine anno
| Classifica (1989) | Posizione |
| ----------------- | --------- |
| Italia            | 34        |